# Jean-Claude Kassi Brou
Pour les personnes ayant le même patronyme, voir Kassi.
Jean-Claude Kassi Brou né en 1953, est un homme politique et économiste ivoirien.
Il a été président de la Commission de la Communauté économique des États de l'Afrique de l'Ouest (CEDEAO) de mars 2018 en juin 2022. Il a précédemment été ministre de l'Industrie et des Mines de Côte d'Ivoire entre novembre 2012 et mars 2018.
Il est le gouverneur de la Banque centrale des États de l'Afrique de l'Ouest (BCEAO) depuis le 7 juin 2022.

## Biographie
Jean Claude Brou né en 1953, il obtient une licence en économie à l'Université nationale de Côte d'Ivoire en 1976.
Il a déménagé aux États-Unis où il a étudié à l'Université de Cincinnati, obtenant une maîtrise en économie en 1979, un MBA en finance en 1980 et son doctorat en économie en 1982.
Il a travaillé comme professeur d'économie à la même université entre 1981 et 1982.

### Parcours professionnel
Jean Claude Brou a commencé à travailler pour le Fonds monétaire international en 1982. Il a travaillé comme économiste et économiste principal dans plusieurs pays africains. De 1990 à 1991, il a été représentant résident du FMI au Sénégal.
Brou est ensuite retourné en Côte d'Ivoire, où il a été conseiller économique et financier du Premier ministre de 1991 à 1995. Il a ensuite été nommé chef de cabinet du Premier ministre Daniel Kablan Duncan, poste dans lequel il a servi jusqu'en 1999,. Au cours de cette période, il a également été à la tête du comité de privatisation, au cours duquel 70 entreprises publiques ont été privatisées. Brou a travaillé pour la Banque centrale des États de l'Afrique de l'Ouest entre 2000 et 2008. De 2010 à 2012, il a été le représentant de la Banque mondiale pour le Tchad. En novembre 2012, il est nommé ministre de l'Industrie et des Mines dans le gouvernement du président Alassane Ouattara.
Le 16 décembre 2017, lors de la 52e session ordinaire de la Conférence des chefs d'État et de gouvernement de la Communauté économique des États de l'Afrique de l'Ouest (CEDEAO), la présidence de la Commission de la CEDEAO a été confiée à la Côte d'Ivoire, Brou devant être nommé l'année prochaine. pour un mandat de quatre ans,. Brou a officiellement succédé à Marcel Alain de Souza le 1er mars 2018. Brou était resté ministre de l'Industrie et des Mines jusqu'à sa nomination.
En juin 2022, Jean-Claude Brou a été nommé nouveau gouverneur de la BCEAO.

## Vie privée
Jean Claude Brou est marié et père de deux enfants.